# Stadtbefestigung Gmünd in Kärnten

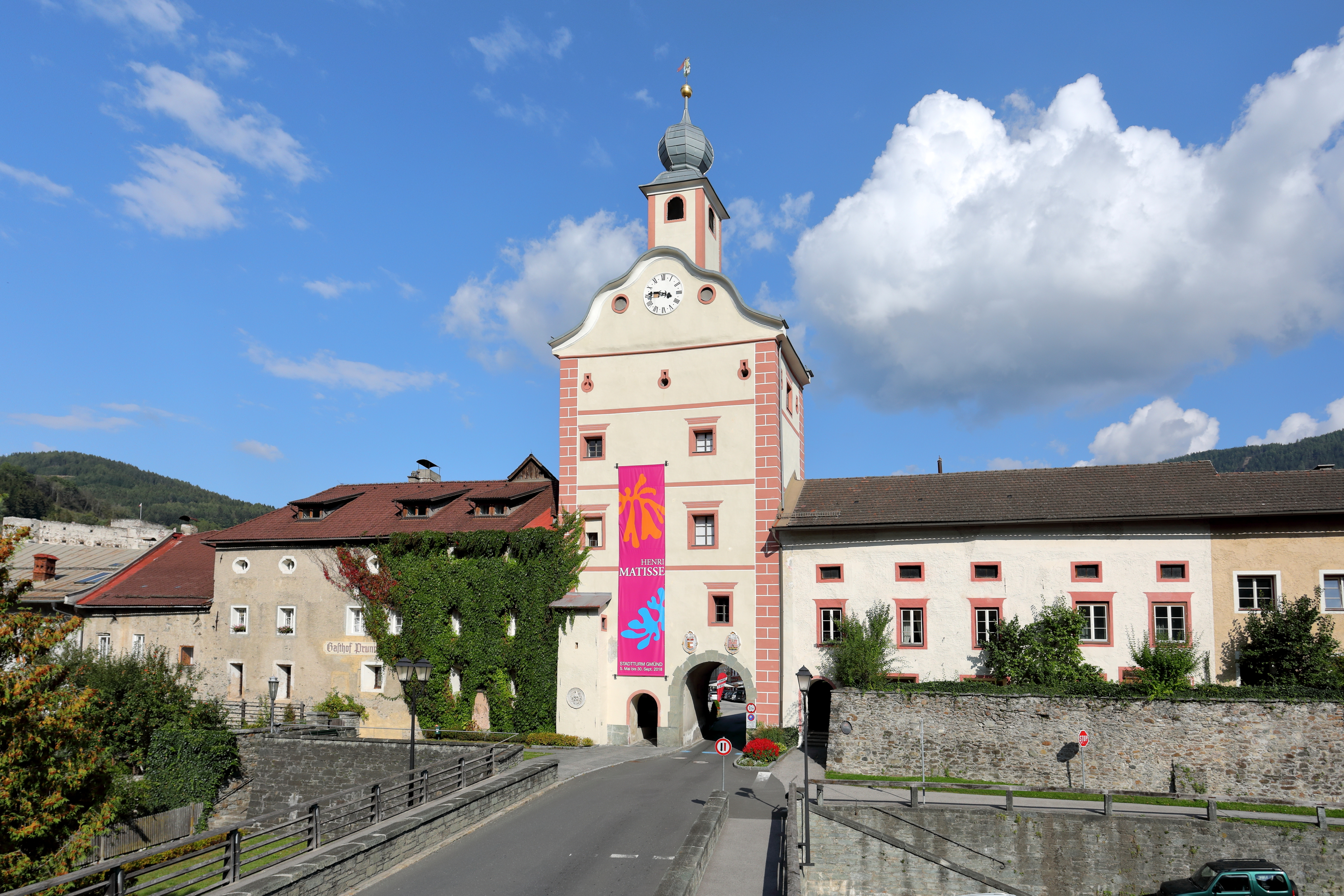
Unteres Stadttor mit Stadtmauer (Häuserfassaden), davor Zwingermauer

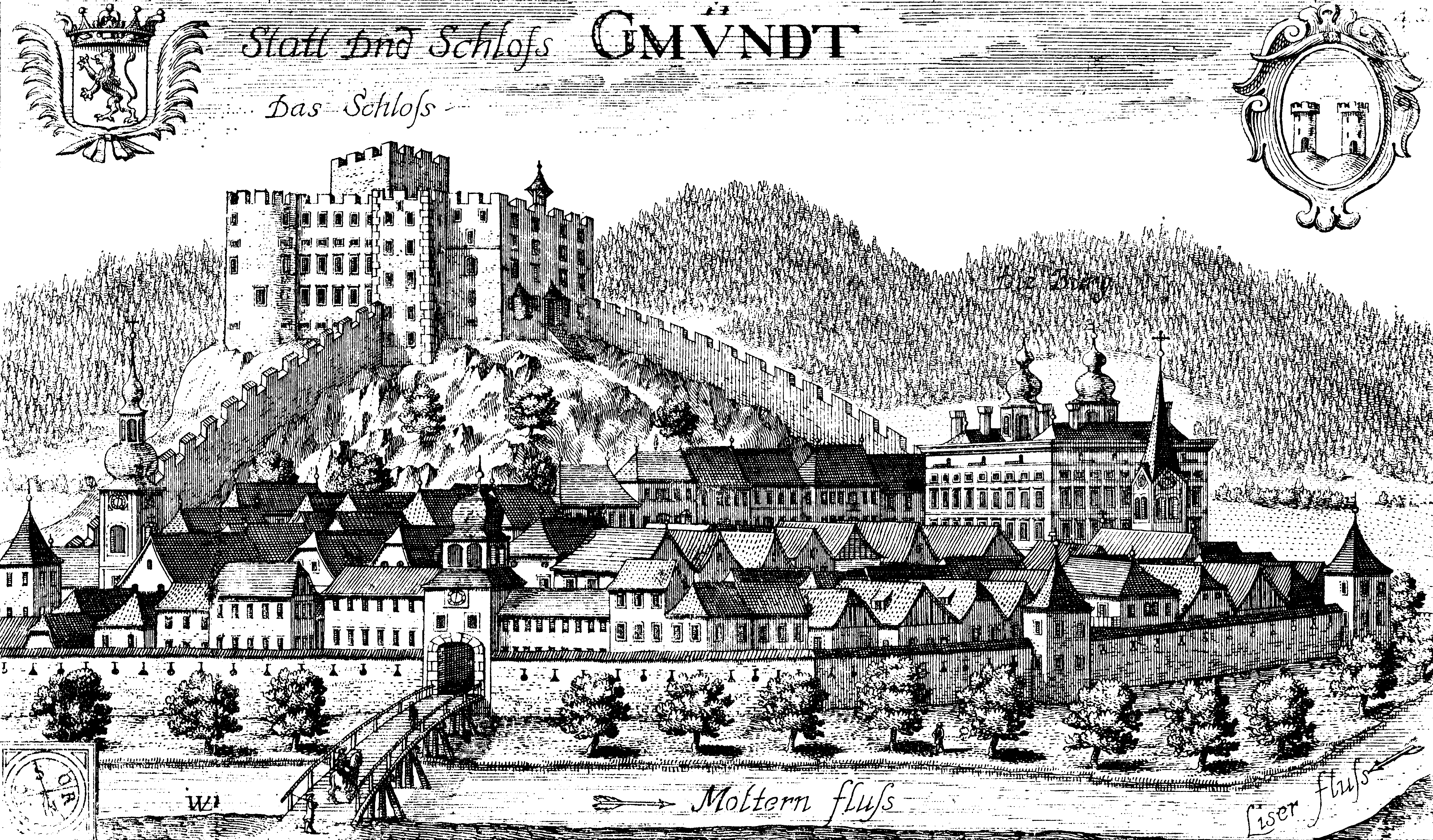
Kupferstich von Gmünd von Andreas Trost nach Johann Weichard von Valvasor

Die auf das 13. Jahrhundert zurückgehende mittelalterliche Stadtbefestigung in Gmünd in Kärnten ist noch weitgehend erhalten. Um die gesamte Stadtmauer zog sich ein Zwinger.

## Topographie
Gmünd liegt unmittelbar nordöstlich des Zusammenflusses der Flüsse Lieser und Malta. Die weitgehend erhaltene Stadtbefestigung bildet ein Mauergeviert in Südwest-Nordost-Richtung ungefähr in Form eines Parallelogramms. Im Norden steht auf einem steil ansteigenden Hügel die Burg Gmünd. Zentraler Ort der Stadt ist der nach Nordosten leicht ansteigende Hauptplatz, der sich vom Unteren Tor (auch Stadtturm genannt) im Südwesten bis zum Oberen Tor im Nordosten ausdehnt. Parallel zum Hauptplatz befindet sich sowohl im Nordwesten als auch im Südosten eine Hintere Gasse. In der Südostecke steht das ab 1607 errichtete Neue Schloss, in die Südostmauer sind die Pankratiuskirche und das Pankratiustor eingebunden. An der Südwestecke der Stadt steht der so genannte Amthof. Pfarrhof und Pfarrkirche befinden sich am Neuen Markt (heute Kirchplatz) in der Nordwestecke. Von dort führt die Kirchgasse ansteigend nach Nordosten in Richtung Maltator.

## Geschichte

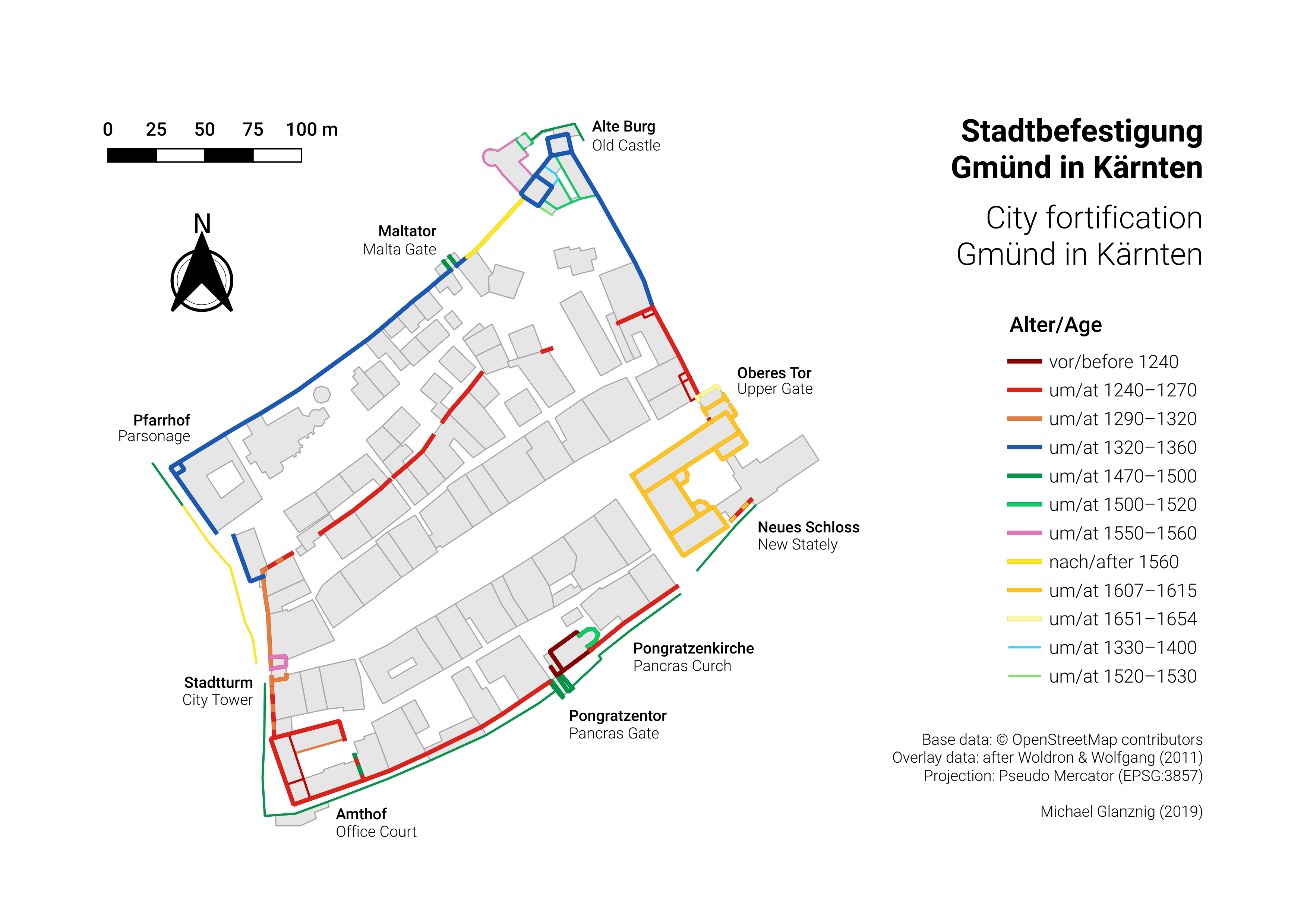
Schematische Darstellung der Stadtbefestigung von Gmünd in Kärnten mit Alter der Wehrbauten

Der Entstehungszeitpunkt von Gmünd und damit seiner Wehrbauten ist nicht genau bekannt. Die wenigen Anhaltspunkte weisen auf die planmäßige Anlage einer Festung durch das Erzbistum Salzburg hin. Bereits vorher könnten schon Teile einer Siedlung bestanden haben. Das älteste, „vor 1250“ datierte Mauerwerk der Stadt befindet sich in der seit 1792 nach einem Brand profanierten und als Lager verwendeten Pankratiuskirche. Die erste urkundliche Erwähnung der heutigen Stadt erfolgte 1252, als innerhalb weniger Tage während Friedensverhandlungen Philipp von Spanheims, Elekt zum Erzbischof von Salzburg, mit Meinhard III. von Görz und Albert III. von Tirol in Gmünd einige Urkunden ausgestellt wurden. 1273 wurde Gmünd als Markt (foro nostro) bezeichnet und erstmals eine Stadtmauer (murum civitatis) erwähnt.
Laut bauhistorischer Untersuchung stammen die Südmauer (eigentlich Südostmauer) der Stadt, Teile der Westmauer (eigentlich Südwestmauer) und der Ostmauer (eigentlich Nordostmauer) aus den Jahren 1240–1270. Da die Pankratiuskirche älter ist, wird vermutet, dass vor dem Mauerbau Holzpalisaden die Siedlung sicherten. Selbst im Jahr 1273 und später dürfte die steinerne Mauer noch nicht vollständig fertiggestellt gewesen sein, worauf auch ein Brief aus dem Jahr 1292 hinweist, in dem berichtet wird, dass die Bürger für die Verbesserung der Mauer Geld sammelten. In der Nähe des Oberen Tores ist durch eine horizontale Baufuge in der Mauer nachweisbar, wo diese später erhöht wurde. Hier wird vermutet, dass die fehlenden Teile mit Holz ergänzt wurden, bis die Mauer komplett fertiggestellt war. Auch die heutige Ausdehnung hatte das Mauergeviert noch nicht. Im 13. Jahrhundert bestand die nördliche (eigentlich nordwestliche) Stadtmauer zwischen heutiger Kirchgasse und nördlicher Hinterer Gasse, wo sie als Teil von Gebäuden nachweisbar ist. Daher war die heutige Alte Burg damals nicht Teil der Stadtbefestigung bzw. existierte noch nicht, wie die bauhistorische Untersuchung gezeigt hat. Die Burg des 13. Jahrhunderts ist der sogenannte Amthof in der Südwestecke der Stadt, dessen Mauerwerk großteils aus den Jahren 1240–1270 stammt.
Im Jahre 1346 wurde Gmünd zur Stadt erhoben und wuchs kräftig. Bereits 1339 wurde die Stadtpfarrkirche geweiht. Damals wurde auch die Stadtmauer nach Nordwesten hin erweitert und die neue Kirche in die Stadtbefestigung einbezogen. Das Mauerwerk dieses Mauerteils wird auf 1320–1360 datiert. In dieser Zeit wurde auch im Norden auf einem steil ansteigenden Hügel eine neue Burg mit Bergfried und Wohnturm als Teil der Stadtbefestigung errichtet, die heute als Alte Burg bezeichnet wird. Im 15. Jahrhundert kam es zu einer Auseinandersetzung zwischen dem Salzburger Erzbischof Bernhard von Rohr und Kaiser Friedrich III., bei der 1480 ungarische Truppen Gmünd besetzten. 1487 fiel Gmünd an den Kaiser, bei der vorhergehenden Belagerung wurde die Burg schwer beschädigt. 1502 konnte der Salzburger Erzbischof Leonhard von Keutschach die Stadt wieder zurückkaufen und ließ die nach der Belagerung und einem Stadtbrand von 1504 stark in Mitleidenschaft gezogene Burg wiederherstellen und ausbauen.
Das Mauerwerk der Burgerweiterung wird auf 1500–1520 datiert. Im Zeitraum von 1470 bis 1500 wurde der gesamten Stadtmauer mit Ausnahme des Burghanges ein Zwinger vorgelagert, dessen Reste noch an der Süd- und Westmauer vorhanden sind. Es ist nicht feststellbar, ob die Anlage des Zwingers in die Zeit der Besetzung durch die Ungarn, in die Zeit Gmünds in kaiserlichem Besitz oder in die Zeit unter Leonhard von Keutschach fällt. 1555 kaufte Kaiser Ferdinand I. Gmünd von Salzburg zurück und verpfändete es an Christoph Pflügl von Goldenstein. Dieser erweiterte die Burg um ihren Westtrakt. Damals wurde auch das Untere Tor ausgebaut. 1607–1615 erfolgte unter Graf Rudolf von Raitenau durch Baumeister Daniel Deutta der Bau des Stadtschlosses, auch Neues Schloss genannt.

## Bauten

### Pankratiuskirche

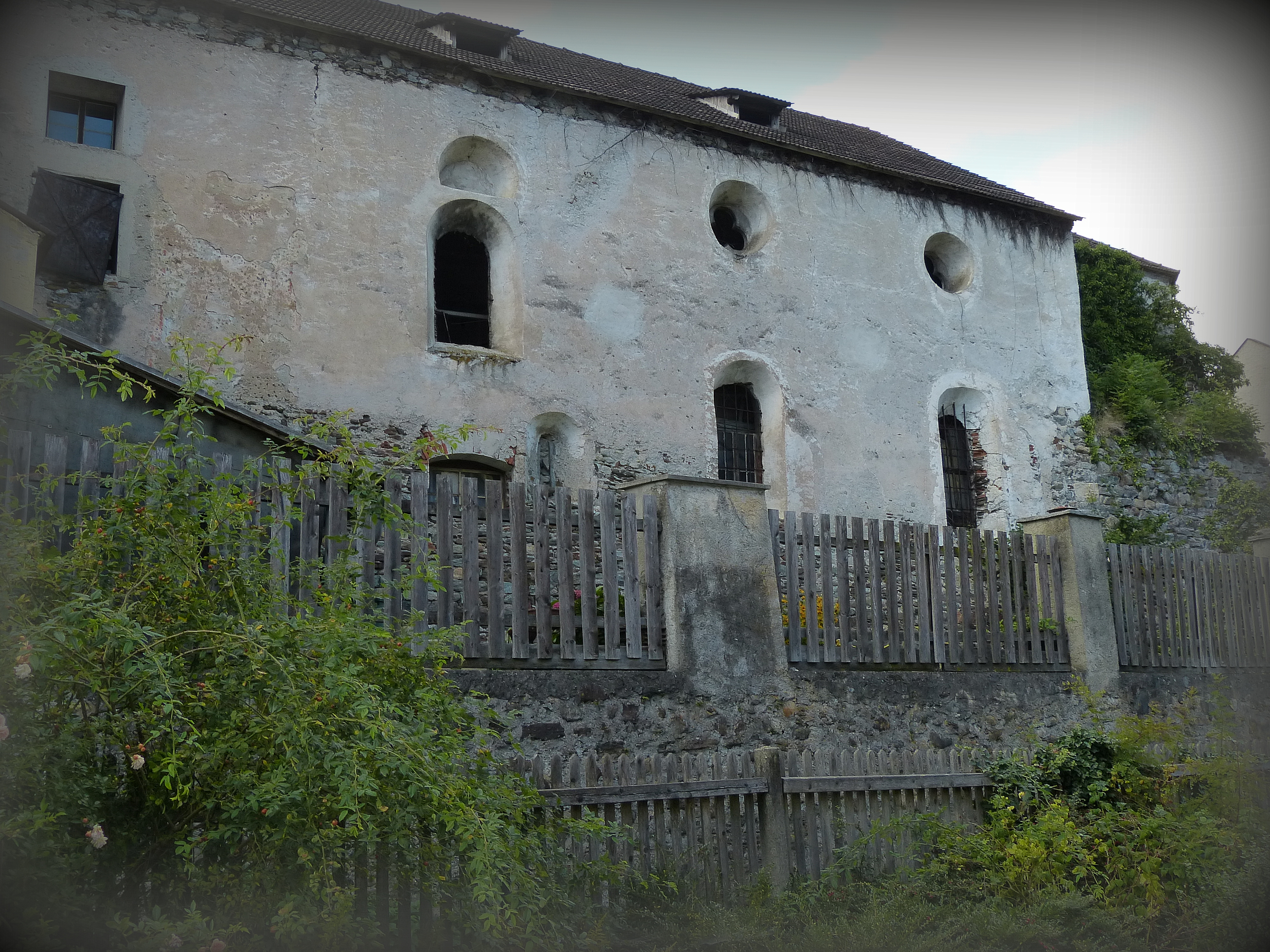
Langhaus der Pankratiuskirche mit rechts anstehender Stadtmauer

Bei Errichtung der Stadtmauer im 13. Jahrhundert bestand die Pankratiuskirche bereits. Sie befindet sich an der Südostmauer und enthält das älteste datierte Mauerwerk der Stadt, welches „vor 1250“ errichtet wurde. Eine Sage zur Entstehung der Stadt Gmünd berichtet, dass ein im damals bestehenden See verunglückter Grafensohn Pongratz nach Ablassen des Sees dort gefunden wurde, und an dieser Stelle eine Kirche erbaut wurde. Die Stadtmauer schließt sich an das Langhaus im Osten an. Gleichzeitig mit der Errichtung der Stadtmauer wurde der bestehende romanische Bau erhöht. Die Kirche besaß einen Turm im Westen, welcher heute allerdings nur noch bis auf die Höhe des Kirchenbaus erhalten ist. 1452 erfolgte ein Umbau, bei dem das Langhaus erhöht und mit einem dreijochigen Kreuzrippengewölbe eingewölbt wurde. Der romanische Chor wurde rund 1500–1510 durch einen Polygonchor ersetzt. Zur gleichen Zeit wurde nördlich des Chores eine quadratische Sakristei errichtet. 1513 wurde die Kirche neu geweiht. Sie wurde also nach der Weihe der heutigen Stadtpfarrkirche 1339 noch in der Gotik ausgebaut, aber schließlich 1792 durch einen Brand zerstört und nicht wieder als Kirche instand gesetzt, sondern von da an als Lager und Remise verwendet. Zu dieser Zeit wurde auch der Westturm abgetragen.

### Pankratiustor

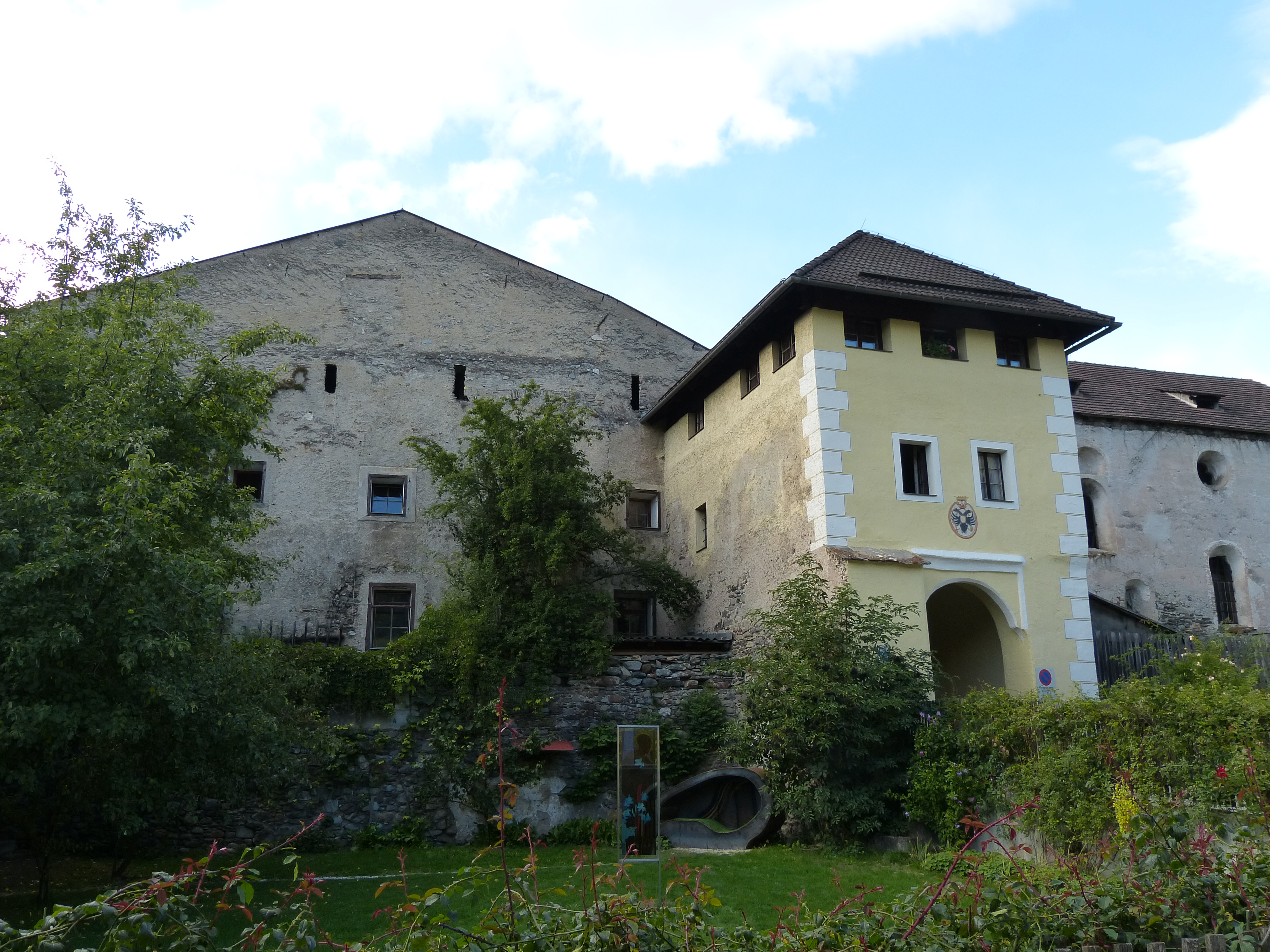
Vorspringendes Pankratiustor mit Zwingermauer links, Langhaus der Pankratiuskirche rechts

Das Pankratiustor liegt an der Südostmauer zwischen Pankratiuskirche und Antonius-Spital. Es springt gegenüber der Stadtmauer weit vor und schließt zu beiden Seiten an die Zwingermauern an. Der östlich anschließende Zwinger ist breiter, so dass das Tor auch über den westlich anschließenden Zwinger hinausragt. Durch die mauertechnische Verbindung des westlichen Zwingers mit dem Tor müssen beide Anlagen zeitgleich errichtet worden sein. Der spätgotische Bau wurde also rund 1470–1500 errichtet. Das zweigeschoßige Tor hat eine Durchfahrt mit Stichkappentonne und rundbogigem Einfahrtsportal. Nahe der Stadtmauer befanden sich zwei Öffnungen in der Tordurchfahrt, die in den Zwinger führten. Während die Öffnung in den östlichen Zwinger vermauert wurde, hat die westliche noch heute ihre ursprüngliche Funktion. Die Jahreszahl 1488 war oberhalb der äußeren Tordurchfahrt angebracht. An der Außenseite des Tores ist ein Habsburgerwappen zu sehen.

### Amthof

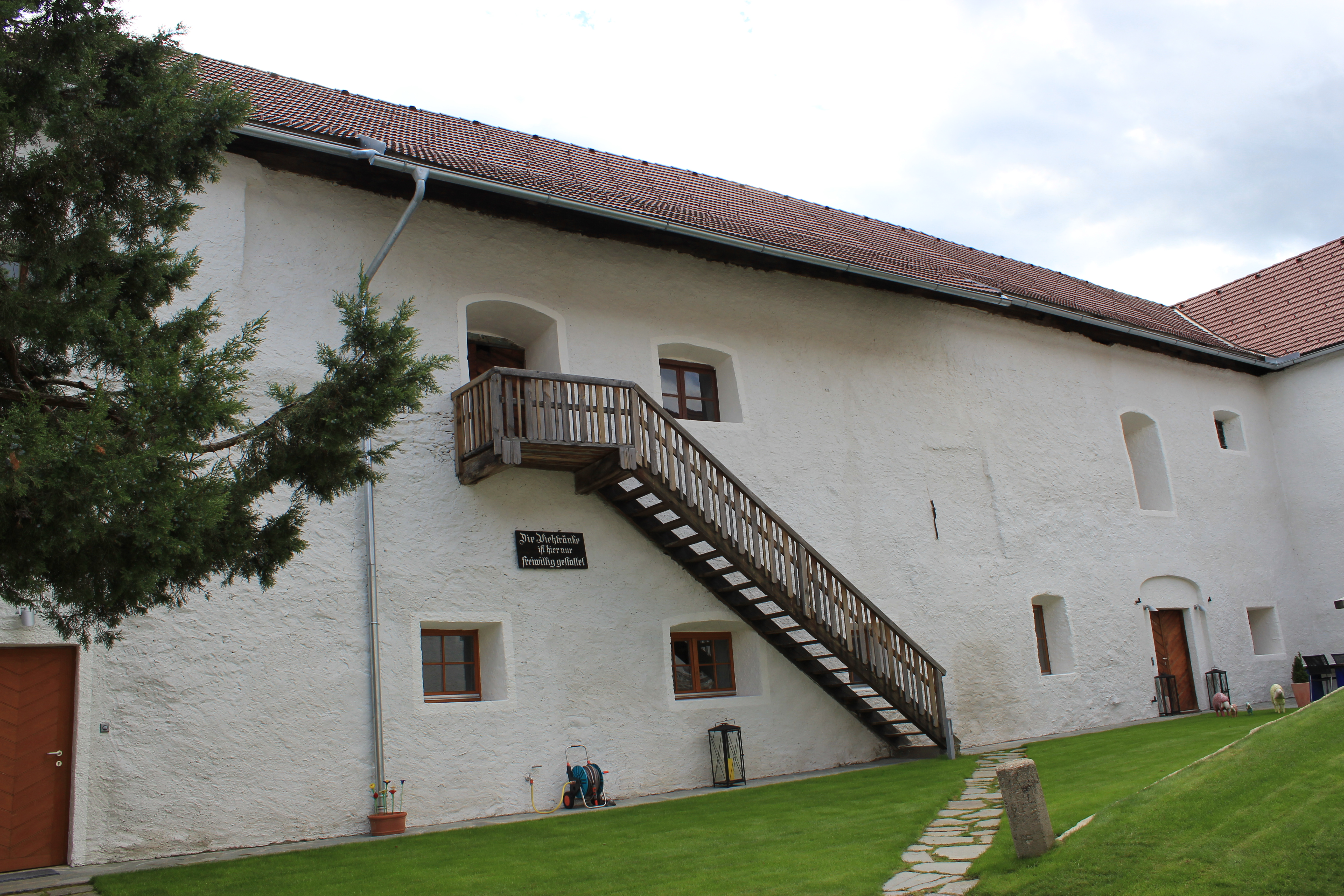
Südtrakt des Amthofs, Innenhofansicht

Dabei handelt es sich um ein dreiflügeliges, von einer Hofmauer umschlossenes, annähernd quadratisches Gebäude in der Südwestecke der Stadtbefestigung. Es wurde als Getreidekasten für das Zehentgetreide genutzt. Die 1292 erstmals urkundlich erwähnte Burg in Gmünd wurde bisher auf die heutige Alte Burg bezogen, dort wurde jedoch keine Bausubstanz aus dem 13. Jahrhundert gefunden. Laut Bauuntersuchung handelt es sich beim Amthof mit datiertem Mauerwerk um rund 1240–1270 um die Burg des 13. Jahrhunderts und damit um den Sitz des Stadtherrn zu dieser Zeit. Auch die representative Anlage durch Vorschieben über die Befestigungsmauer wird hervorgehoben. Ursprünglich bestand der Bau aus dem zweigeschoßigen Westtrakt. In der Ecke der Befestigungsmauer befand sich eine rechteckige turmartige Erhöhung. Um die Burg war eine Ringmauer gezogen, die heute nicht mehr vollständig ist. Auch ein Burggraben wird aufgrund von Stützpfeilern am Nordtrakt vermutet. An die Ringmauer wurde rund 1280–1320 der Nordtrakt und möglicherweise auch der Südtrakt angebaut. Vom ursprünglichen Rundbogenportal ist heute nur noch ein Teil des Bogens erhalten, welcher an das Portal der Alten Burg erinnert. Im 17. und 18. Jahrhundert gab es mehrere Umbauten, wobei die Räume im Erdgeschoß eine Stichkappentonnenwölbung erhielten.

### Unteres Tor

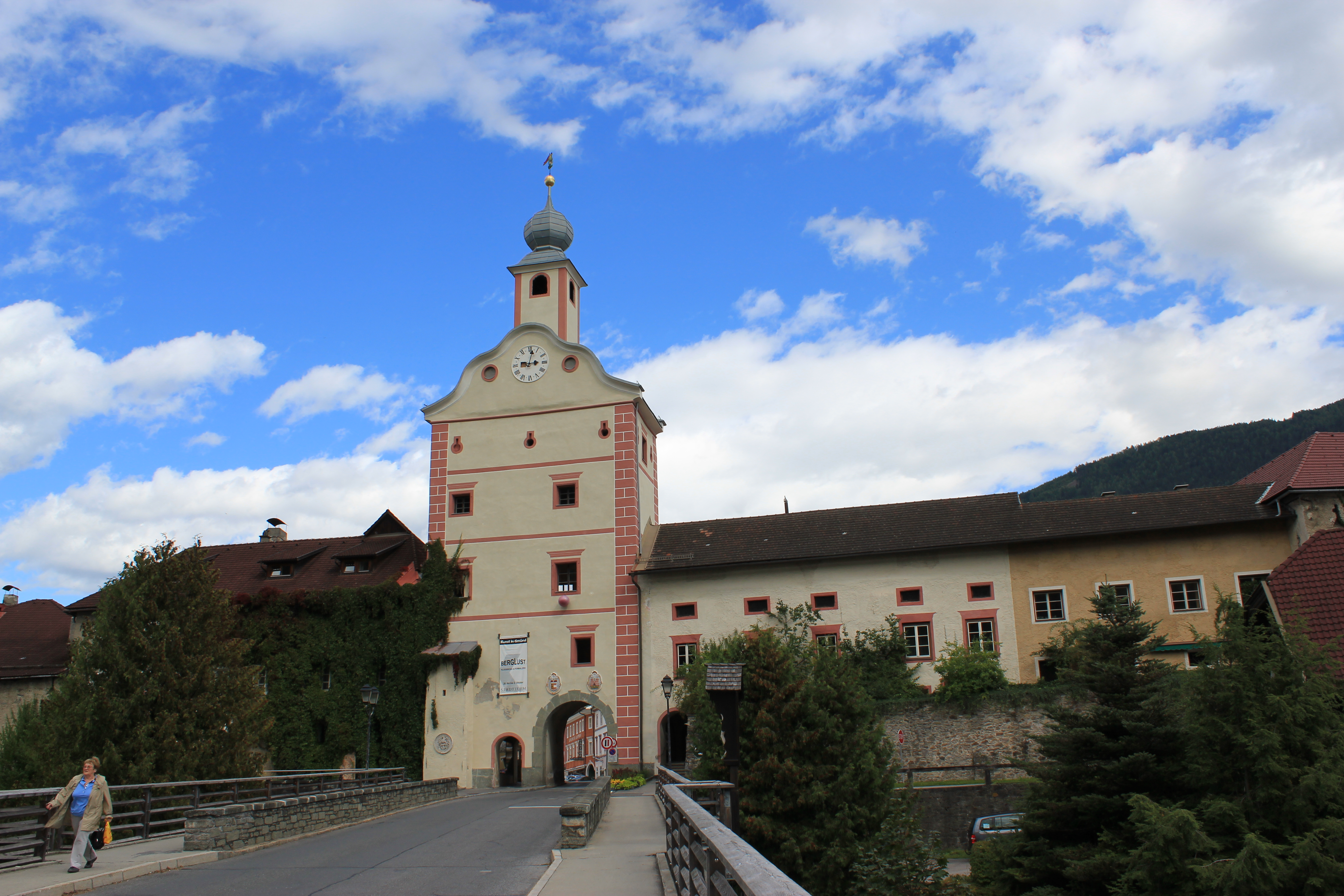
Stadtturm (Unteres Tor)

Das heute als Stadtturm bezeichnete Untere Tor ist ein querrechteckiger viergeschoßiger Torturm mit einer rundbogigen tonnengewölbten Durchfahrt. Nördlich der Durchfahrt befindet sich ein Fußgängerdurchgang und darüber vier Geschoße, wobei das letzte Geschoß ein Mezzaningeschoß mit Schlüssellochscharten bildet. Ein geschweifter Giebel schließt den Turm ab. Die heutige Form geht auf das beginnende 16. Jahrhundert zurück. Der geschwungene Giebel und der Dachreiter mit Zwiebelhelm wurden Ende des 18. Jahrhunderts, nach 1790, hinzugefügt. Im Kern ist der Turm jedoch wesentlich älter, hier stammen die ältesten Teile von rund 1280–1320. Die Errichtung des Torturms könnte also mit der Fertigstellung der spätromanischen Stadtbefestigung um 1300 zusammenfallen. Beim Bau des Zwingers im 15. Jahrhundert erhielt das Untere Tor ein Zwingerportal. 1563 wurde der Turm ausgebaut. Auf diese Zeit könnten die tonnengewölbte Durchfahrt und auch der Fußgängerdurchgang zurückgehen. Die Turmkugel schmückt eine Wetterfahne in der Form des heiligen Florian. Bei der Restaurierung 1987 wurde das frühbarocke äußere Erscheinungsbild wiederhergestellt. An der westlichen Außenmauer sind die Wappensteine von August und Christoph Reinbold aus weißem Marmor von 1555 und der Wappenstein des Johannes Weitmoser von 1521 eingelassen, welche ursprünglich an der Stadtpfarrkirche standen. Die Räume werden für jährlich wechselnde Kunstausstellungen genutzt.

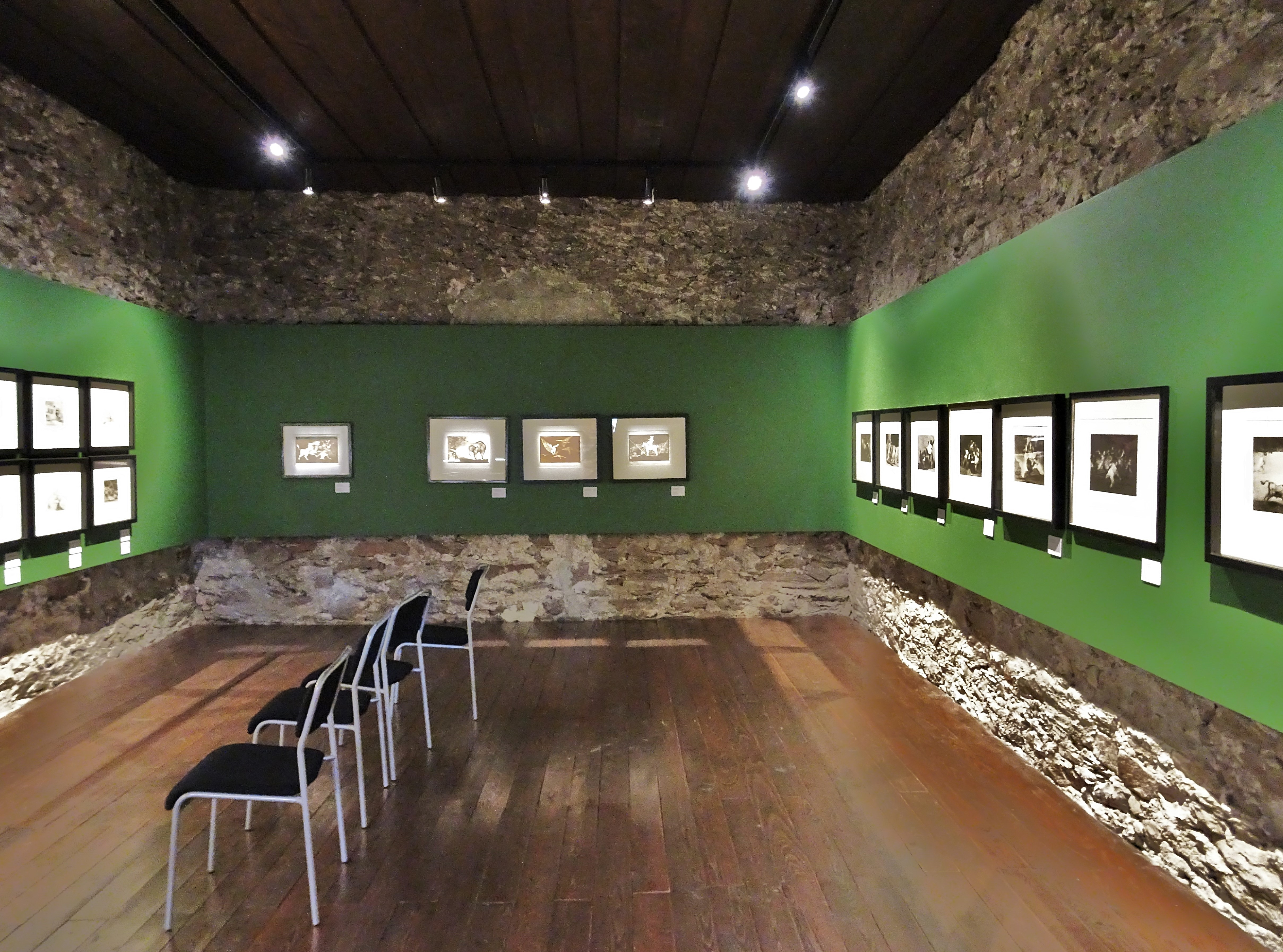
Ausstellungsraum
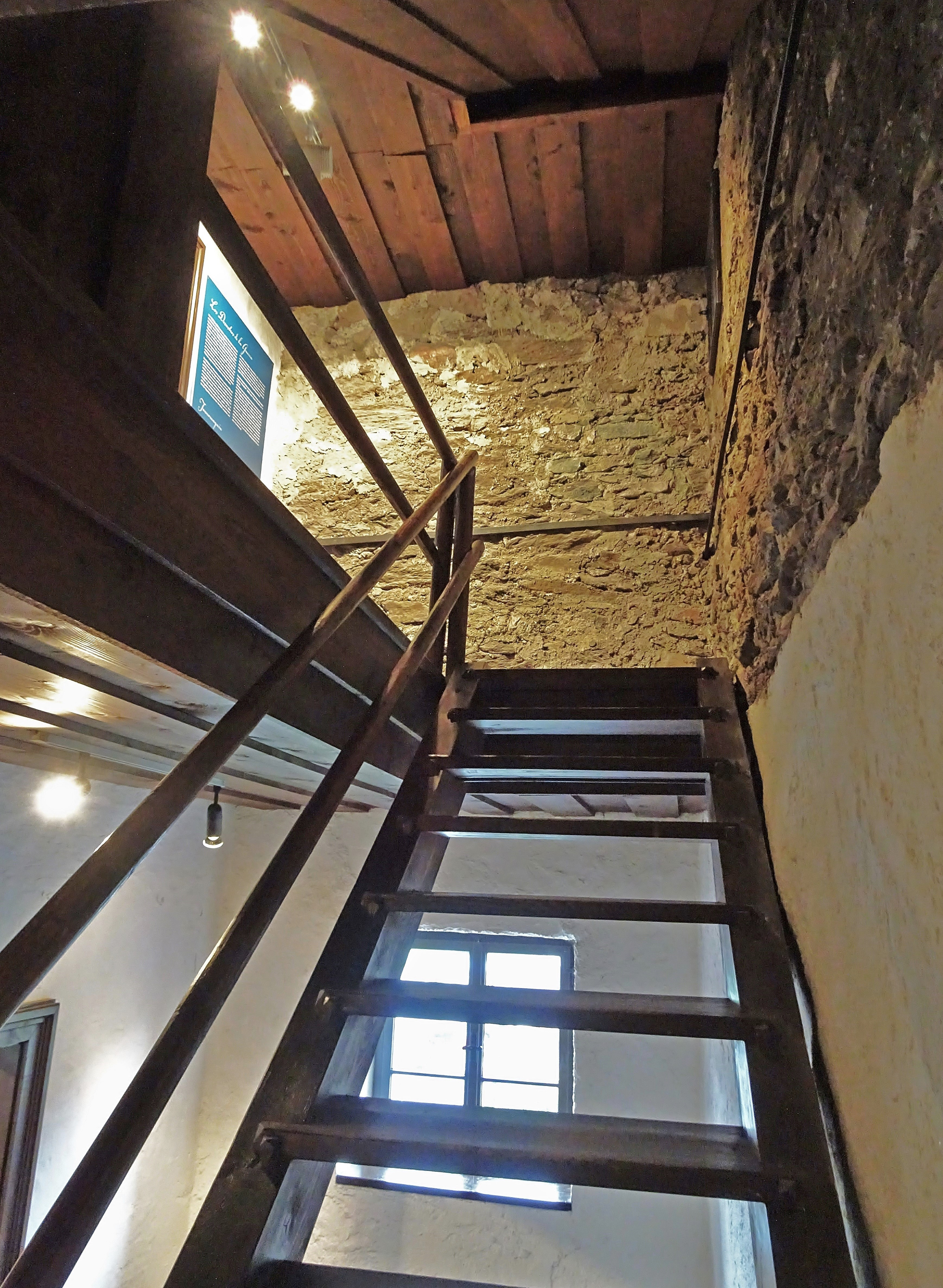
Blick ins Stiegenhaus
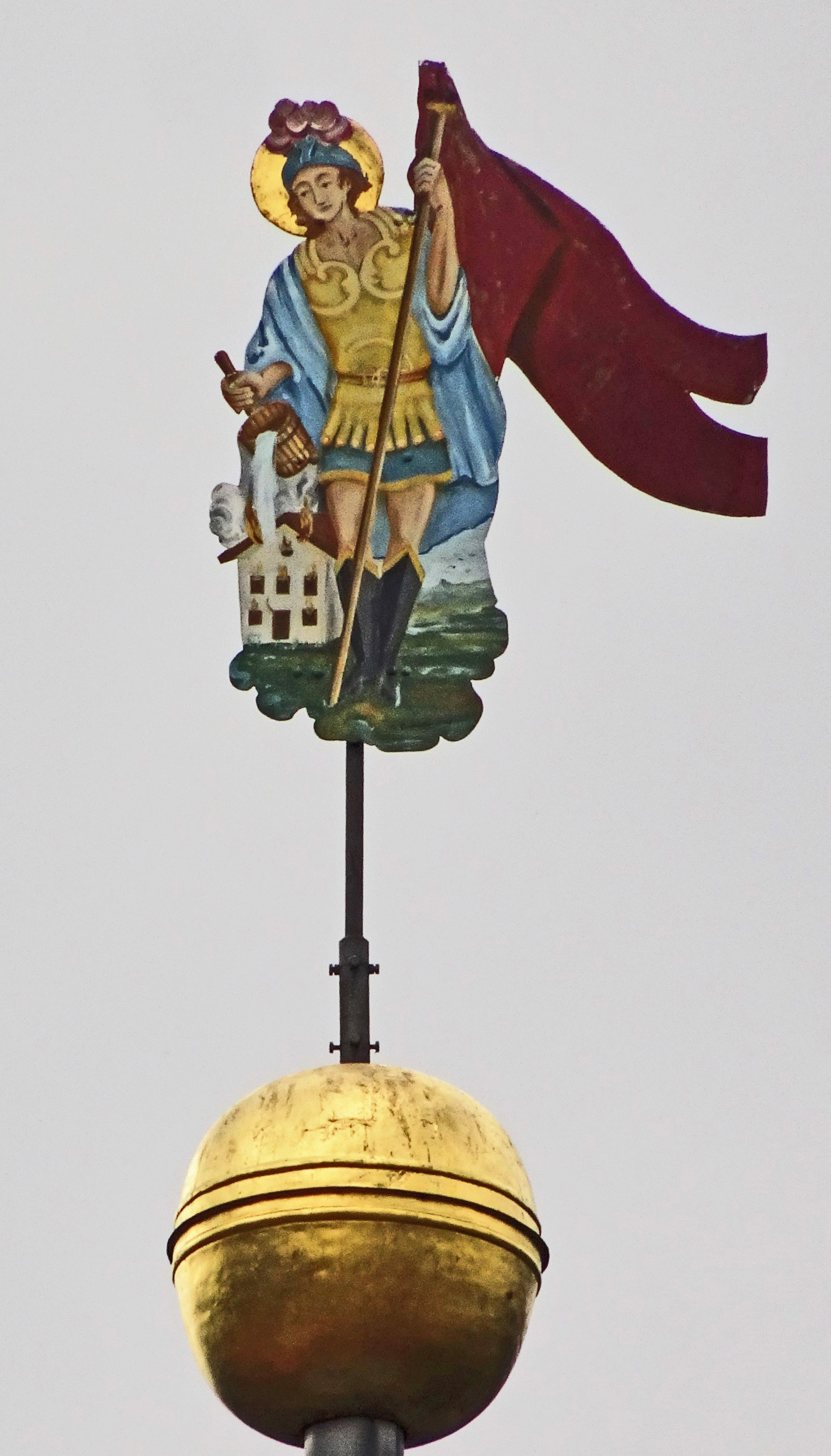
Die Wetterfahne

### Maltator

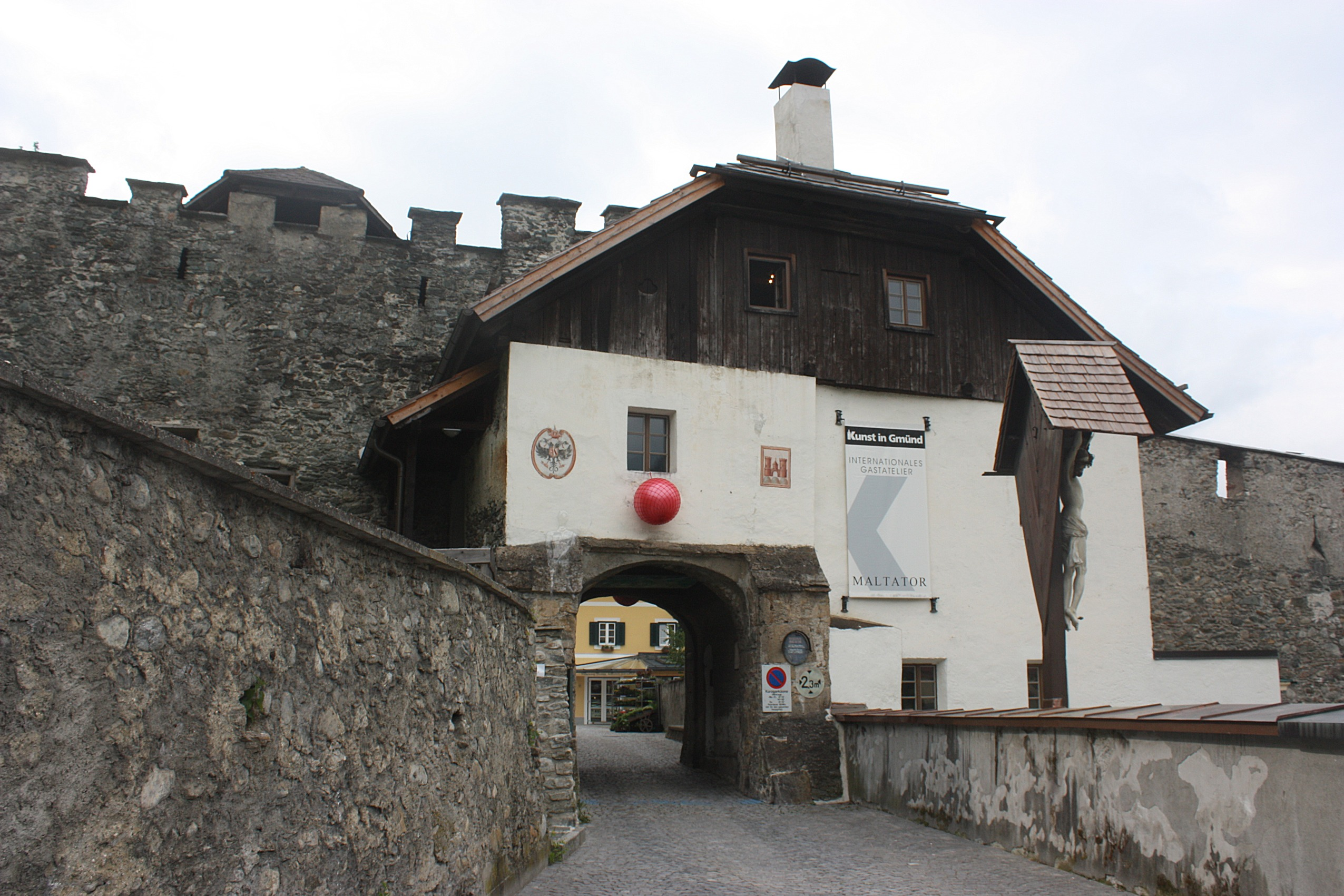
Maltator, ursprünglicher Torbau und Erweiterung (rechts)

Das Maltator liegt an der nordwestlichen Stadtmauer und bindet die ursprüngliche Straße in das Maltatal an die Stadt an. Heute handelt es sich um einen dreigeschoßigen Bau mit Schopfwalmdach und verschaltem Brettergiebel. Zur Zeit der gotischen Stadterweiterung um rund 1320–1360 handelte es sich um ein einfaches Mauertor und erst später wurde vor der Stadtmauer ein Torbau mit trapezförmigem Grundriss errichtet. Dieser Bau hatte vermutlich nur ein Stockwerk, könnte aber auch ein hölzernes Obergeschoß besessen haben. Es wäre auch möglich, dass es sich um ein dachloses Zwingertor gehandelt hat. In der Ostmauer der Tordurchfahrt existiert ein vermauertes Rundbogenportal, das in Richtung Burg führte und in eine Art Zwinger gemündet haben könnte. Auch in der Westmauer existiert ein Portal, welches früher in den Zwinger mündete. Da der trapezförmige Grundriss im 18. Jahrhundert nach Westen durch einen Zubau erweitert wurde, führt dieses Portal heute in das Erdgeschoß des Zubaus. Dessen Räume sind mit Platzlgewölben überwölbt. Um rund 1470–1500 wurde das äußere Tor erneuert und gleichzeitig dürfte der Torbau um ein Stockwerk erhöht worden sein. Heute können die oberen Stockwerke über eine Außentreppe östlich vom Tor erreicht werden. Das zweite Obergeschoß wurde erst in der zweiten Hälfte des 20. Jahrhunderts ausgebaut. Am inneren Rundbogentor auf der stadtzugewandten Seite am Bogenscheitel des Chloritschiefersteins befindet sich die Inschrift der Jahreszahl 1594. 1993 wurde das Maltator restauriert und zu einem Haus für Kunstschaffende umgebaut. Von Mai bis Oktober wird das Haus internationalen Gastkünstlern als Atelier zur Verfügung gestellt.

### Alte Burg

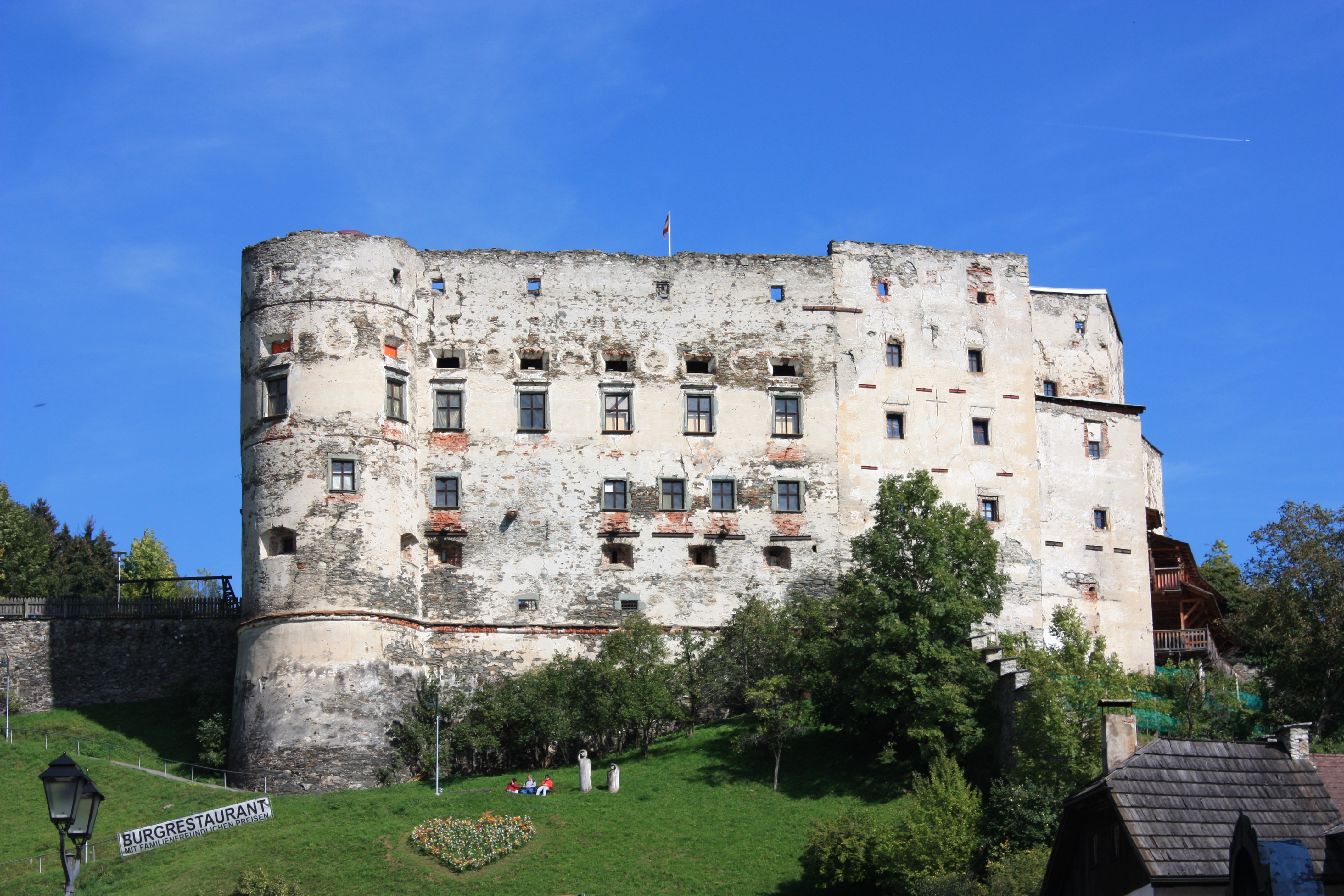
Alte Burg, Renaissancetrakt mit Rundturm, rechts ursprünglicher Wohnturm

Das heute als Alte Burg bezeichnete Gebäude wurde nicht wie ursprünglich vermutet im 13. Jahrhundert, sondern erst mit der gotischen Stadterweiterung im 14. Jahrhundert errichtet. Die Burg wurde in mehreren Bauphasen erweitert oder umgebaut. Sie bestand ursprünglich aus einem rund 1320–1360 errichteten fünfgeschoßigen Wohnturm und dem Bergfried. Rund 1350–1400 wurde der Wohnturm erweitert und erhöht. In der nächsten Bauphase wurde die Burg großzügig ausgebaut. So wurde rund 1470–1500 der Burg, wie der restlichen Stadtbefestigung, eine Zwingermauer vorgelagert, die einen bereits früher bestehenden Torzwinger ersetzte. Anschließend wurde rund 1504–1511 unter Leonhard von Keutschach der sogenannte Erkertrakt und der Nordosttrakt errichtet sowie der Wohnturm mit Gewölben versehen. Bei der Zwingermauer nach Nordwesten wurde ein Torturm errichtet, der ein kleineres bestehendes Tor ersetzte. Etwas später wurde stadtseitig beim Wohnturm und dem Erkertrakt ein Anbau vorgenommen. Schließlich erfolgte 1555–1556 die Errichtung eines Nordwesttrakts mit Rundturm unter Christoph Pflügl von Goldenstein – dem Pflügltrakt. Die Burg wurde durch Belagerungen und Brände mehrmals schwer beschädigt. 1886 brannte die Burg zuletzt ab und wurde zur Ruine. Ab 1968 erfolgte die bauliche Sicherung der Burgruine durch eine bürgerliche Initiative. Heute wird das Gebäude vielfältig genutzt, es beherbergt ein Restaurant und es finden Theatervorführungen, Lesungen, Konzerte und andere Veranstaltungen statt.

### Oberes Tor

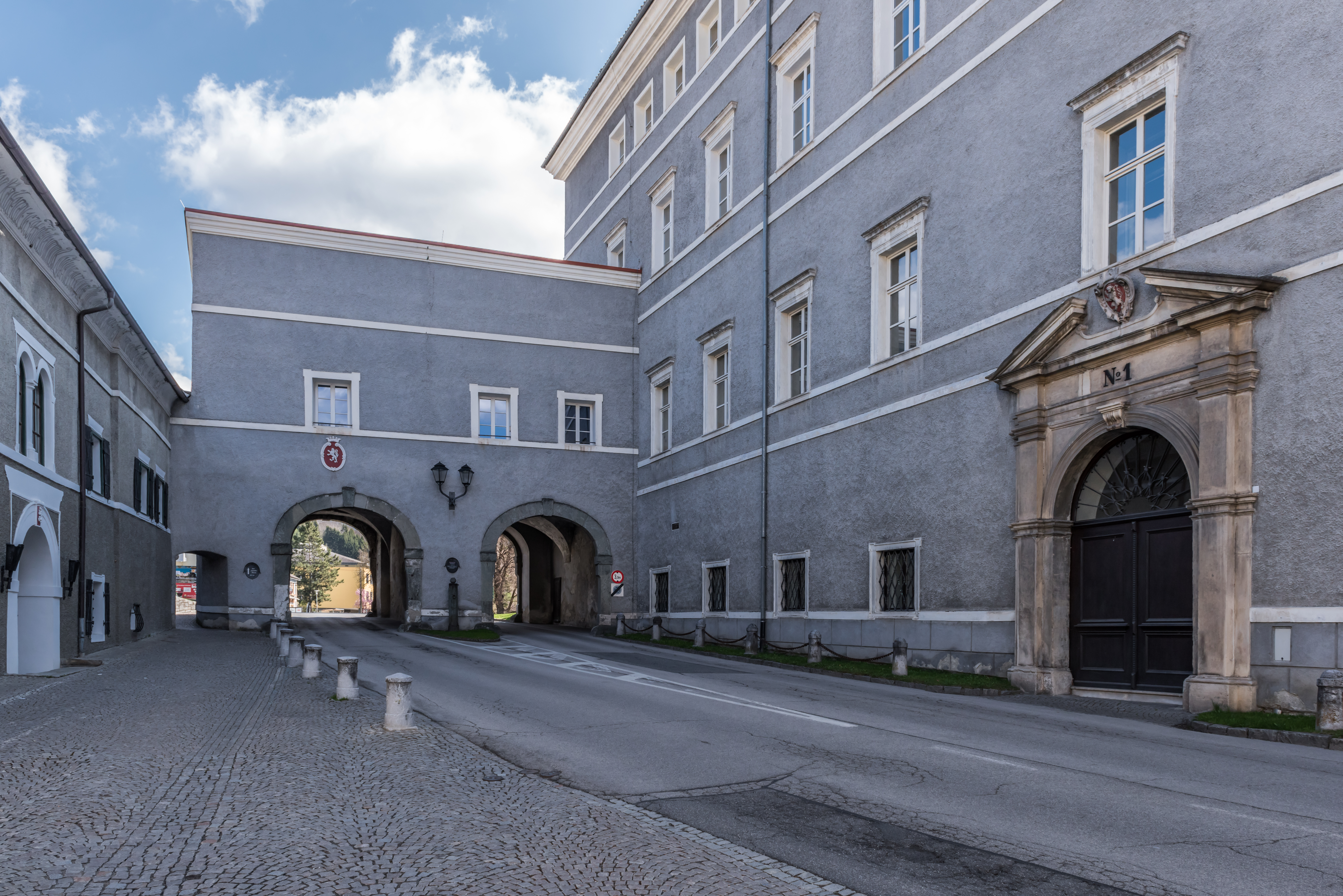
Oberes Tor mit erkennbarem vertikalem Riss im Verputz, der auf die Torerweiterung zurückgeht

Das Obere Tor liegt in einer Achse mit dem Unteren Tor und bindet die ursprüngliche Straße in das Katschtal an Gmünd an. Das heutige Tor befindet sich zwar an der Position des mittelalterlichen Stadttores, allerdings wurde beim Bau des Neuen Schlosses 1607–1615 das alte Tor abgebrochen und ein neues Tor errichtet. Das Tor besitzt zwei Durchfahrten mit Kreuzgratgewölbe, darüber befindet sich ein Wohngeschoß und eine Attika mit Grabendach. Ursprünglich besaß das Tor lediglich eine Durchfahrt und war schmäler, da sich an der nördlichen Hälfte ein heute nicht mehr existierendes Gebäude befand. Beim Umbau des Schlosses 1651–1654 wurde das Tor nach Norden mit einem gleich aussehenden Teil erweitert, die bestehende Durchfahrt wurde zugemauert, so dass aus der bisherigen Tordurchfahrt ein Raum entstand. Der Überlieferung nach soll das Tor verlegt worden sein, um für die Einfahrt in das nördliche Schlossportal mit Kutschen einen größeren Kurvenradius zu erhalten. Im Jahr 1942 wurde das ursprüngliche Tor wieder als zweite Durchfahrt geöffnet.

### Neues Schloss

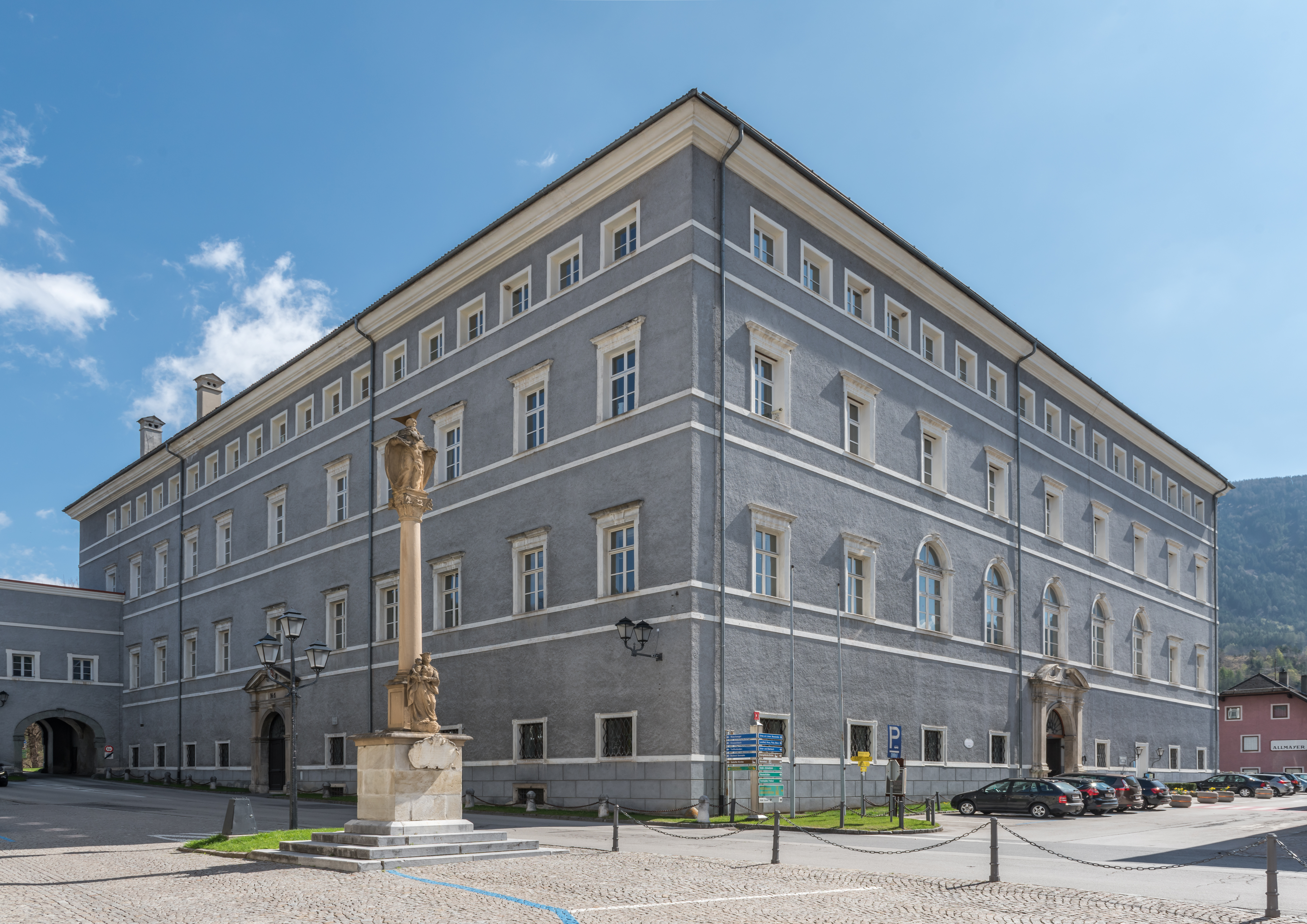
Westecke des Schlosses

Das „Neues Schloss“ genannte Stadtschloss bestimmt die Südostecke der Stadt. Es besitzt vier dreigeschoßige Trakte mit abschließendem Mezzaningeschoß. Diese umfassen einen rechteckigen Innenhof. Ein weiterer L-förmiger freistehender zweigeschoßiger Bau begrenzt den Hof im Südosten. Das Schloss besitzt zwei Treppentürme mit Kegeldächern, die in den westlichen Hofecken über oktogonalem Grundriss errichtet wurden. An der nordwestlichen und südwestlichen Seite des Schlosses gibt es jeweils ein Einfahrtsportal. Das Schloss wurde von Baumeister Daniel Deutta unter Rudolf von Raitenau in der Zeit von 1607 bis 1615 errichtet. Der Bau war um rund 1620–1625 fast abgeschlossen. Ein bestehendes Gebäude in der Südostecke der Stadt wurde in den Bau integriert. Für die Errichtung dürfte es notwendig gewesen sein, bestehende Bürgerhäuser abzubrechen. Unter Christoph von Lodron wurde das Schloss von Baumeister Anton Riebeler schließlich 1651–1654 fertig gestellt und umgebaut. Beim Stadtbrand 1792 wurde das Gebäude schwer beschädigt und wurde danach wieder instand gesetzt. In den 1960er Jahren wurde im Schloss eine Schule eingerichtet. Dabei wurden die vorher vorhandenen Grabendächer zu Walmdächern umgebaut und das Mezzaningeschoß ausgebaut und mit Fenstern versehen. Ein Turnsaal wurde an die Ostseite des Schlosses angebaut. Das Gebäude wird heute weiterhin als Schule genutzt, zusätzlich beherbergt es Veranstaltungsräume und eine Bibliothek.

### Zwinger

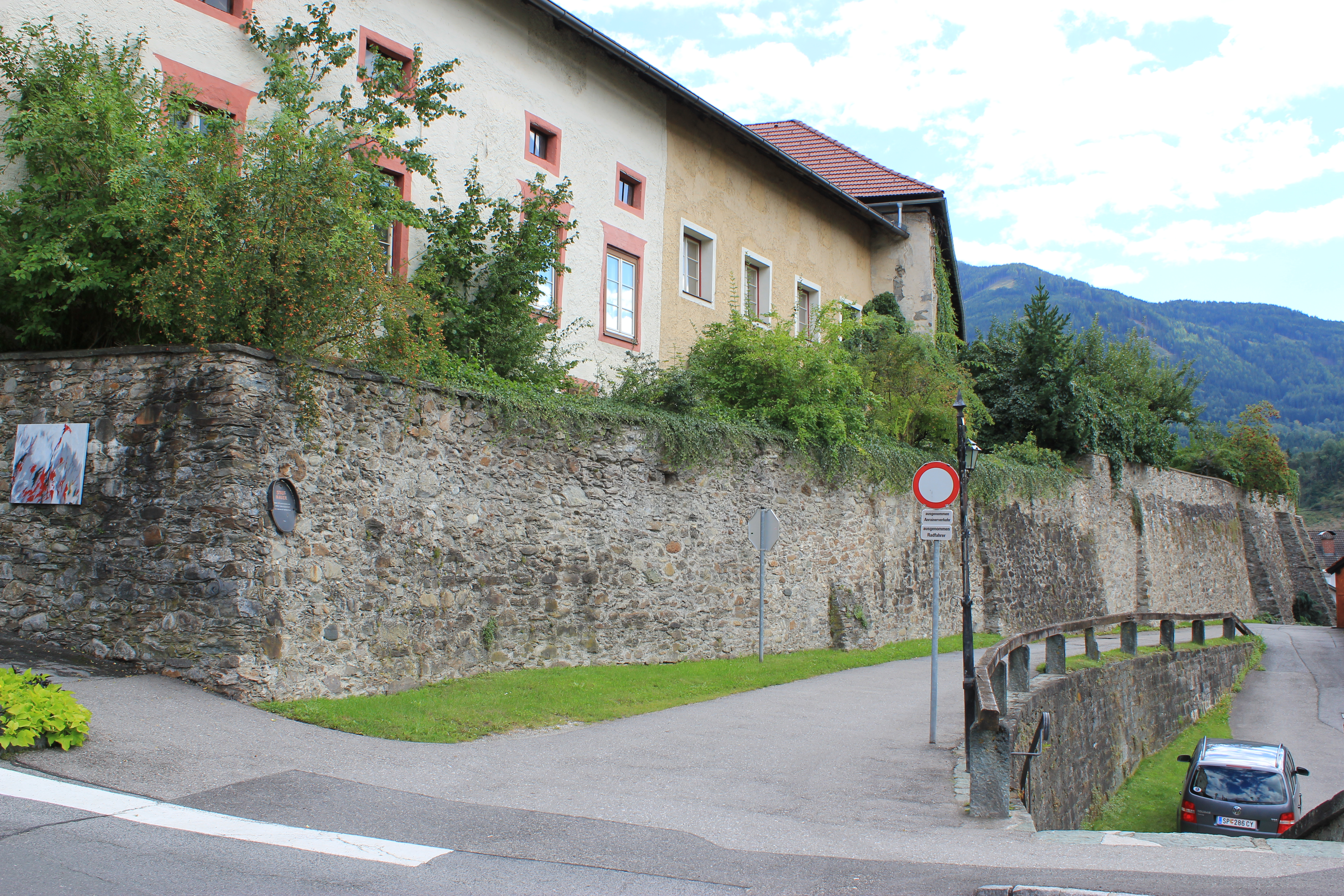
Zwingermauer beim Unteren Tor

Im Zeitraum von rund 1470–1500 wurde der Stadtmauer an allen vier Seiten mit Ausnahme des Burghangs eine Zwingermauer vorgelagert. Auch Zwingertürme und Zwingertore (wie z. B. beim Unteren Tor) waren vorhanden. Heute ist die Zwingermauer noch teilweise an der Süd- und Westmauer erhalten, allerdings nicht mehr bis auf Höhe von Schießscharten oder Zinnen. Der Zeitraum, in den die Anlage des Zwingers fällt, war eine turbulente Zeit für Gmünd. Der Salzburger Erzbischof Bernhard von Rohr sollte zugunsten des Gefolgsmanns von Kaiser Friedrich III. Johann Beckenschlager abdanken, was dieser 1478 auch tat. Später widerrief er allerdings seine Abdankung, was den Kaiser erzürnte und der daher den Erzbischof für abgesetzt erklärte und alle salzburgischen Besitzungen in Kärnten und der Steiermark ab sofort als kaiserlich betrachtete. Bernhard von Rohr ging daraufhin ein Bündnis mit dem kaiserfeindlichen König von Ungarn Matthias Corvinus ein und erlaubte diesem seine Städte, Schlösser und Ortschaften in Kärnten und Steiermark zu besetzen. Also besetzten ungarische Truppen im Jahr 1480 auch Gmünd und führten ab da Raubzüge in Oberkärnten durch. Auch kaiserliche Söldner wüteten in der Gegend, da der Kaiser die salzburgischen Besitzungen ja als sein Eigentum betrachtete. Ein mühsam von den Kärntner Landständen ausgehandelter Waffenstillstand 1482 scheiterte. 1486 machten die Landstände unter Feldhauptmann Reinprecht von Reichenburg gegen die Ungarn mobil. Gmünd wurde belagert, allerdings war das Aufgebot zu schwach. Matthias Corvinus versprach Gmünd seine Hilfe, allerdings traf diese nie ein. Schließlich zog der Sohn von Reinprecht von Reichenburg Johann von Reichenburg 1487 mit einer Kartaune und kleineren Geschützen vor Gmünd und schoss die Stadt sturmreif. Die Ungarn konnten daher die Stadt nicht halten und mussten im Mai 1487 abziehen. Gmünd kam daraufhin in kaiserlichen Besitz. Schon 1502 allerdings wurde Gmünd wieder an das Erzbistum von Salzburg unter Leonhard von Keutschach verkauft.
Unter welchen Stadtherrn die Anlage des Zwingers fällt – die Ungarn, den kaiserlichen Hauptmann oder Leonhard von Keutschach – lässt sich nicht genau feststellen. Er könnte 1480 bereits bestanden haben oder während der Besetzung der Ungarn angelegt worden sein. Am südlichen Zwinger existierten vier rechteckige Zwingertürme, wovon keiner mehr komplett erhalten ist. Im Kupferstich von Gmünd in Valvasors Topographia archiducatus Carinthiæ antiquæ & modernæ completa stellte der Künstler nur zwei davon dar. Der Turm in der Südwestecke wurde beim Bau des Turnsaales der Schule im Neuen Schloss abgetragen, der weiter westliche Turm wurde beim Bau einer Brücke im 20. Jahrhundert entfernt. Die beiden anderen Türme sind noch in den Grundmauern erhalten. Im Bereich des Unteren Tores ist die Zwingermauer sehr stark ausgebessert, daher kann nicht beurteilt werden, ob sie noch spätgotischen Ursprungs ist oder in der Neuzeit gänzlich erneuert wurde. Im Bereich des Pfarrhofs existiert noch ein Teil der spätgotischen Zwingermauer. Sie enthält in regelmäßigen Abständen größere Balkenlöcher, die zu einem Wehrgang gehörten. Ein Teil dieser Mauer wurde wahrscheinlich im 16. Jahrhundert erneuert und mit Schlüssellochscharten ausgestattet.